# Brama di vivere (romanzo)
Brama di vivere (Lust for Life) è un romanzo biografico scritto da Irving Stone e pubblicato nel 1934. Si tratta della biografia romanzata del pittore Vincent van Gogh.
Il libro è stato tradotto in neogreco, portoghese, svedese, norvegese, tedesco,  lettone, danese, islandese e molte altre lingue.

## Trama
Il libro è basato in gran parte sulle lettere che Vincent van Gogh scrisse al fratello Theo. Irving condusse anche una vasta ricerca "sul campo", come indicato nella postfazione del libro.
Il testo descrive e rivela le origini di molti dei più celebri dipinti di Vincent: I mangiatori di patate, I girasoli e altri. Stone volle spiegare la vita difficile, gli inizi travagliati, la vita emarginata, le disperazioni e le sue esaltazioni. Si passa dall'apostolato missionario tra i minatori, le prime esperienze di pittore, le frequentazioni parigine cogli impressionisti, i soggiorni ad Arles e Saint-Remy fino alla precoce morte autoinflitta in un campo di grano ad Auvers-sur-Oise il 27 luglio 1890.

## Opere derivate
Dal romanzo, nel 1956, è stato tratto il film omonimo diretto da Vincente Minnelli con Kirk Douglas nel ruolo di Vincent van Gogh e Anthony Quinn che interpreta Paul Gauguin.

## Edizioni in italiano
- Brama di vivere. Il romanzo di Vincent van Gogh, traduzione di Sergio Varini, Collezione Scrittori di tutto il mondo n.56, Milano, Dall'Oglio, 1949,  p. 559.
- Irving Stone, Brama di vivere: il romanzo di Van Gogh, trad. dall'inglese di Sergio Varini, Milano: Ed. Corbaccio di Dall'oglio, 1950
- Irving Stone, Brama di vivere: romanzo, traduzione di Sergio Varini, Milano: Corbaccio, 1998
- Irving Stone, Brama di vivere: romanzo, traduzione di Sergio Varini, Milano: TEA, 2001